# Каспжицкий, Яцек
Яцек Каспжицкий (пол. Jacek Kasprzycki, род. 11 апреля 1957 года, ум. 8 октября 2021 года, Гамильтон) — польский каноист, чемпион мира (1979).

## Спортивная карьера
Выступал за клуб Старт (Новы-Сонч).
Дважды завоёвывал медали чемпионатов мира в слаломе на C-2 (каноэ-двойке) в командных соревнованиях. На чемпионате 1979 года завоевал золотую медаль в паре с Збигневом Чаем (другими парами были Войцех Кудлик и Ежи Еж, а также Ян Фрончек и Рышард Серуга). На чемпионате 1981 года завоевал серебряную медаль в паре с Збигневом Чаем (другими парами были Войцех Кудлик и Ежи Еж, а также Марек Маслянка и Рышард Серуга).
Четырежды выступал на чемпионатах мира:
- 1977: C-1 в команде — 5. место, C-1 — 20. место
- 1979: C-2 в команде — 1. место, C-2 — 9. место (с Збигневом Чаем)
- 1981: C-2 в команде — 2. место, C-2 — 15. место (с Збигневом Чаем)
- 1983: C-2 в команде — 4. место, C-2 — 8. место (с Збигневом Чаем)

Был чемпионом Польши в слаломе в дисциплинах C-1 (1978), C-1 в команде (1977), C-2 (1981, 1982), C-2 в команде (1979, 1982).